# (6831) 1991 UM1
1991 يو أم 1 (ويعرف أيضًا باسم (6831) 1991 يو أم 1 وفق تسمية الكوكب الصغير) (بالإنجليزية: 1991 UM1)‏ هو كويكب ضمن حزام الكويكبات؛ وترتيبه 6831 من حيث الاكتشاف.
اكتُشف هذا الجُرم الفلكي بواسطة هيروشي كانيدا في 28 أكتوبر 1991.

## وصلات خارجية
- (6831) 1991 UM1 في قاعدة بيانات مختبر الدفع النفاث لأجرام النظام الشمسي الصغيرة

- الاكتشاف · مخطط المدار ·  العناصر المدارية · المعلمات المادية

- (6831) 1991 UM1 على موقع ويكي سكاي: DSS2, SDSS, GALEX, IRAS, Hydrogen α, X-Ray, Astrophoto, Sky Map, Articles and images